# Grapholita andabatana
Grapholita andabatana är en fjärilsart som beskrevs av Wolff 1957. Grapholita andabatana ingår i släktet Grapholita och familjen vecklare. Inga underarter finns listade i Catalogue of Life.